# Дубенков Геннадій Олексійович
Геннадій Олексійович Дубенков (нар. 2 квітня 1950, село Степанівка, тепер Теплицького району Вінницької області) — український радянський діяч, 1-й секретар Козятинського райкому КПУ Вінницької області. Член Ревізійної Комісії КПУ в 1986—1990 р. Народний депутат України 1-го скликання.

## Біографія
Народився у селянській родині. Трудову діяльність розпочав у 1966 році різноробочим колгоспу імені Леніна села Степанівки Теплицького району Вінницької області. У 1966—1969 р. — студент Іллінецького радгоспу-технікуму Вінницької області. У 1969 році працював зоотехніком колгоспу імені Карла Маркса Теплицького району Вінницької області.
У 1969—1971 р. — в Радянській армії. У 1971—1972 р. — інструктор-методист з спорту колгоспу імені Леніна села Степанівки Теплицького району Вінницької області. У 1972—1973 р. — студент Української сільськогосподарської академії, здобув спеціальність зоотехніка.
Член КПРС з 1973 року.
У 1973—1975 р. — зоотехнік, секретар партійної організації КПУ колгоспу імені Леніна села Степанівки Теплицького району Вінницької області. У 1975—1977 р. — інструктор організаційного відділу Теплицького районного комітету КПУ Вінницької області.
У 1977—1978 р. — 1-й секретар Теплицького районного комітету ЛКСМУ Вінницької області.
У 1978—1983 р. — 2-й, 1-й секретар Вінницького обласного комітету ЛКСМУ.
У 1983—1985 р. — слухач Академії суспільних наук при ЦК КПРС.
У 1985 році — 2-й секретар Козятинського районного комітету КПУ Вінницької області.
У листопаді 1985 — 1991 р. — 1-й секретар Козятинського районного комітету КПУ Вінницької області.
З 1990-х рр. — генеральний директор Вінницької обласної Асоціації «Хліб Вінниччини» і Вінницького обласного дочірнього підприємства ДАК «Хліб України».
Потім — на пенсії.

## Нагороди
- орден Знак Пошани
- медалі